# Chuandong Nongchang (bondby i Kina, Jiangsu Sheng, lat 32,97, long 120,73)
Chuandong Nongchang är en bondby i Kina. Den ligger i provinsen Jiangsu, i den östra delen av landet, omkring 210 kilometer nordost om provinshuvudstaden Nanjing. Antalet invånare är 2 484. Befolkningen består av 888 kvinnor och 1 596 män. Barn under 15 år utgör 4,0 %, vuxna 15-64 år 78 %, och äldre över 65 år 17,0 %.
Runt Chuandong Nongchang är det tätbefolkat, med 550 invånare per kvadratkilometer. Närmaste större samhälle är Caomiao, 10,0 km nordväst om Chuandong Nongchang. Trakten runt Chuandong Nongchang består till största delen av jordbruksmark.
Genomsnittlig årsnederbörd är 1 189 millimeter. Den regnigaste månaden är juli, med i genomsnitt 248 mm nederbörd, och den torraste är januari, med 30 mm nederbörd.